# دی والاس
دی والاس (به انگلیسی: Dee Wallace) (زاده ۱۴ دسامبر ۱۹۴۸) بازیگر آمریکایی است.
ازجمله فیلم‌های معروف که او در آن بازی کرده می‌توان به ای. تی. موجود فرازمینی، اقدامات فوق‌العاده، فضای مرکزی، ترس‌آفرینان و ستایشگر پنهانی اشاره کرد.